# شهرستان رندولف (ویرجینیای غربی)
شهرستان رندولف، ویرجینیای غربی (به انگلیسی: Randolph County, West Virginia) یک سکونتگاه مسکونی در ایالات متحده آمریکا است که در ویرجینیای غربی واقع شده‌است.

## خصوصیات
شهرستان رندولف ۲٬۶۹۳٫۶ کیلومترمربع مساحت دارد.